# White Iverson
Singles de Post Malone
Too Young (en)
(2015)
White Iverson est le premier single du chanteur américain Post Malone. D'abord postée sur son compte SoundCloud en février 2015, la chanson connaît un certain succès sur le web. Le chanteur signe par la suite un contrat avec le label Republic Records qui décide de publier White Iverson comme single le 14 août 2015. La chanson est ensuite intégrée au premier album studio de Post Malone, Stoney, qui sort l'année suivante.

## Historique
En février 2015, le producteur Rex Kudo apprend à Post Malone comment utiliser le logiciel Logic Pro. Ils enregistrent ensemble la chanson White Iverson avec l'aide de FKi 1st (en). Post Malone poste la chanson sur son compte SoundCloud le jour-même. Elle est écoutée plusieurs millions de fois sur cette plateforme et est repérée par des blogs musicaux. Le chanteur signe un contrat avec Republic Records en août 2015 et le label décide de publier la chanson comme single.

## Clip vidéo
Le clip vidéo de White Iverson sort le 19 juillet 2015 après avoir été diffusé en avant-première sur MTV Jams (en). Il est réalisé par Van Alpert et met en scène Post Malone conduisant une Rolls-Royce dans le désert.

## Accueil

### Accueil critique
En février 2015, Zach Frydenlund écrit un article pour le site web du magazine Complex dans lequel il déclare qu'avec White Iverson, Post Malone « a peut être un hit entre ses mains ». Il trouve la chanson accrocheuse et complimente le hook et la production de la chanson. En juin 2015, les journalistes de Pigeons & Planes incluent White Iverson dans leur liste des meilleures chansons sorties durant la première partie de l'année 2015.
En octobre 2017, le critique Michael Saponara du magazine musical américain Billboard publie son classement des dix meilleures chansons de Post Malone dans lequel il place White Iverson en première position. Deux mois plus tard, le chanteur accorde une interview à Nardwuar dans laquelle il déclare que White Iverson est sa seule « bonne chanson ».

### Accueil commercial
Aux États-Unis, White Iverson intègre le top R&B/Hip-Hop en 47e position dans le classement daté du 20 août 2015. La chanson atteindra jusqu'à la cinquième place de ce classement. Elle entre dans le Billboard Hot 100 en 84e position le 26 septembre 2015 avant d'en atteindre la 14e place cinq mois plus tard. Elle atteint aussi, entre autres, la 24e place du classement radio et la première place du top Rhythmic (en). Elle est qualifiée de « sleeper hit » par Forbes.
White Iverson reçoit un succès important sur le web : en 2015, elle fait régulièrement partie des chansons les plus écoutées sur la plateforme de streaming Spotify ainsi que des chansons les plus vendues de la catégorie Hip-Hop/Rap d'iTunes. Elle est la 32e chanson la plus aimée de l'année 2016 sur Pandora.
En janvier 2015, White Iverson est le premier single de Post Malone qui est certifié disque de platine. En décembre 2017, il est certifié quintuple disque de platine aux États-Unis.

## Classements et certifications
| Classement (2015-17)                           | Meilleure position |
| ---------------------------------------------- | ------------------ |
| Belgique (Flandre Ultratip Bubbling Under 100) | Tip                |
| Belgique (Flandre Ultratop R&B/Hip-Hop)        | 25                 |
| Belgique (Wallonie Ultratip Bubbling Under 50) | Tip                |
| Canada (Hot 100)                               | 41                 |
| Canada (CHR/Top 40)                            | 49                 |
| États-Unis (Hot 100)                           | 14                 |
| États-Unis (Digital Songs)                     | 24                 |
| États-Unis (Mainstream R&B/Hip-Hop)            | 8                  |
| États-Unis (Pop Airplay)                       | 27                 |
| États-Unis (R&B/Hip-Hop Airplay)               | 8                  |
| États-Unis (R&B/Hip-Hop Songs)                 | 5                  |
| États-Unis (Radio Songs)                       | 24                 |
| États-Unis (Rap Airplay)                       | 3                  |
| États-Unis (Rap Songs)                         | 3                  |
| États-Unis (Rhythmic Songs)                    | 1                  |
| États-Unis (Streaming Songs)                   | 7                  |
| Pays-Bas (Single Tip)                          | 1                  |
| Portugal (AFP)                                 | 71                 |
| Suède (Heatseeker)                             | 4                  |

| Classement (2016)                | Position |
| -------------------------------- | -------- |
| États-Unis (Hot 100)             | 65       |
| États-Unis (Rap Airplay)         | 19       |
| États-Unis (Rap Songs)           | 17       |
| États-Unis (R&B/Hip-Hop Songs)   | 31       |
| États-Unis (Rhythmic Songs (en)) | 29       |
| États-Unis (Streaming Songs)     | 38       |

| Région | Certification | Ventes/Streams |
| --- | ------------- | -------------- |
| Brésil (ABPD) | Or            | 20 000*        |
| Canada (MC) | 5 × Platine   | 400 000‡       |
| Danemark (IFPI Danmark) | Platine       | 90 000^        |
| États-Unis (RIAA) | 5 × Platine   | 5 000 000‡     |
| Italie (FIMI) | Or            | 25 000‡        |
| Royaume-Uni (BPI) | Platine       | 600 000*       |
| *Ventes selon la certification ^Mise en rayon selon la certification xNon précisé par la certification ‡ventes/streaming selon la certification |               |                |

## Remixes
Plusieurs artistes remixent White Iverson, dont le producteur Y2K. Cette version sort en mai 2015 et fait partie des dix meilleurs remixes de chansons de Post Malone d'après le magazine Billboard. En octobre 2015, le rappeur Rick Ross poste sur SoundCloud un remix de la chanson à laquelle il ajoute un couplet,. Deux mois plus tard, French Montana et Slim Jimmi du duo Rae Sremmurd s'associent pour remixer la chanson.